# Dylemat społeczny
Dylemat społeczny – sytuacja współzależności społecznej, w której długoterminowy interes społeczny jest sprzeczny z doraźnym interesem jednostki. Jeżeli większość członków grupy wybierze własne korzyści, to w konsekwencji cała grupa traci.
Przykład 1: W czasie wyjątkowo mroźnej zimy lokatorzy próbują dogrzać swoje mieszkania za pomocą grzejników elektrycznych. Jeżeli większość mieszkańców domu/osiedla włączy wszystkie możliwe grzejniki to spowoduje to zakłócenie zasilania i przerwę w dostawie prądu. W efekcie wszyscy będą marznąć.
Przykład 2: Dla każdego użytkownika komunikacji miejskiej bardziej opłacalna jest jazda „na gapę”, niż kupowanie biletu. Jeżeli jednak większość pasażerów przestanie kupować bilety, to transport miejski – z powodu braku funduszy – przestanie istnieć. Stracą na tym wszyscy dotychczasowi pasażerowie.

## Typy dylematów społecznych
Wyróżnia się dwa główne typy dylematów społecznych: dylemat ograniczonych zasobów oraz dylemat dóbr publicznych. Ze względu na natychmiastowe wzmocnienie pozytywne i trudność w przewidzeniu odroczonych, negatywnych skutków zachowań eksploatacyjnych, dylematy ograniczonych zasobów uważane są za groźniejsze, niż dylematy dóbr publicznych.

### Dylemat ograniczonych zasobów
Dylemat ograniczonych zasobów, zwany też pułapką społeczną (social trap) to sytuacja, w której określona zbiorowość osób (jednostek, wspólnot, organizacji, instytucji, państw) korzysta z tych samych ciężko odnawialnych lub nieodnawialnych dóbr (na przykład z zasobów naturalnych). W doraźnym interesie każdej jednostki jest maksymalne korzystanie ze wspólnych zasobów; działanie to przynosi największe, wymierne korzyści. Jednak w sytuacji, w której większość członków zbiorowości wybierze strategię eksploatacyjną, dochodzi do stanu dla wszystkich gorszego, niż stan początkowy (wyczerpanie dóbr).
Podstawowym problemem jednostki w dylemacie ograniczonych zasobów jest pytanie „czy brać” i/lub „ile wziąć”, a sekwencja zdarzeń jest następująca:
|           | Zachowanie                                                      |  | Natychmiastowa korzyść własna jednostki |  | Odroczona strata całej zbiorowości                  |
| Przykład: | Zabijanie zwierząt zagrożonych wyginięciem w celach zarobkowych |  | Zysk ze sprzedaży futer, kłów itp.      |  | Wyginięcie zwierząt i utrata zarobku dla wszystkich |

Najbardziej znanym przykładem dylematu ograniczonych zasobów jest tragedia wspólnego pastwiska.

### Dylemat dóbr publicznych
Dylemat dóbr publicznych, zwany też barierą społeczną (social fence) to sytuacja, w której członkowie zbiorowości (wspólnoty, organizacji, instytucji, narodu, unii państw) muszą włożyć jakieś zasoby do wspólnej puli w celu stworzenia dobra publicznego, z którego potem będą mogli korzystać wszyscy członkowie zbiorowości. W doraźnym interesie każdej jednostki jest unikanie partycypowania w tworzeniu dobra, jeżeli jednak większość tak uczyni, to dobro nie powstanie.
Podstawowym problemem jednostki w dylemacie dóbr publicznych jest pytanie „czy dać” i/lub „ile dać”, a sekwencja zdarzeń jest następująca:
|           | Zachowanie                                                |  | Natychmiastowa strata własna jednostki                             |  | Odroczona korzyść dla całej zbiorowości             |
| Przykład: | Wspólnota mieszkańców chce zbudować plac zabaw dla dzieci |  | Konieczność włożenia określonej kwoty pieniędzy lub własnego czasu |  | Możliwość zabawy dla wszystkich dzieci ze wspólnoty |